# Chrístos Lambrákis
Pour les articles homonymes, voir Lambrakis.
Chrístos Lambrákis (en grec moderne : Χρήστος Λαμπράκης), né le 24 février 1934 et mort le 21 décembre 2009 à Athènes, est un journaliste et patron de presse grec.

## Biographie
Christos Lambrakis est le fils de Dimitrios Lambrakis, patron du groupe de presse formé autour du quotidien To Víma.
Il fait ses études au Royaume-Uni et en Suisse, avant d'effectuer son service militaire dans la marine. Il travaille à partir de 1954 comme journaliste à To Vima et comme rédacteur en chef de l'hebdomadaire Tachydromos.
En 1957, il prend la succession de son père décédé à la tête du groupe. En 1970, celui-ci devient une société anonyme sous le nom de Lambrakis Press Group (en)[réf. nécessaire] (DOL) ; Christos Lambrakis devient président du conseil d'administration, fonction qu'il occupe jusqu'à sa mort[réf. nécessaire].
En 1997, il est le premier patron de presse grec à publier sur Internet.
Hospitalisé en novembre 2009 pour des problèmes cardiaques, il meurt trois semaines plus tard à l'hôpital Onassis d'Athènes.

## Fonctions hors de la presse
- Président de la Lambrakis Research Foundation
- Président de l'association des « Amis de la Musique », qui a financé le palais de la musique d'Athènes, créé en 1991 et celui de Thessalonique
- Codirecteur avec Arda Mandikian de l'Opéra national d'Athènes.